# Reinholterode
Reinholterode är en kommun i Landkreis Eichsfeld i förbundslandet Thüringen i Tyskland.
Kommunen ingår i förvaltningsområdet Leinetal tillsammans med kommunerna Bodenrode-Westhausen, Geisleden, Glasehausen, Heuthen, Hohes Kreuz, Steinbach och Wingerode.